# 三井比佐子
三井 比佐子（みつい ひさこ、1963年12月20日 - ）は、日本の元アイドル歌手、元女優。当時の所属事務所はオスカープロモーション、レコード会社はVAP。
神奈川県茅ヶ崎市出身。81年に同じ事務所の北原佐和子、真鍋ちえみとともにアイドルグループ・パンジーを結成し、翌年6月1日、シングル「月曜日はシックシック」でソロで歌手デビュー。キャッチフレーズは「抱きしめて、青春天使。」

## プロフィール
- 愛称：チャコ[1]
- 身長：160 cm[1]
- 血液型：B型[1]
- 趣味：ピアノ、音楽鑑賞[1]
- 特技：乗馬[1]

## ディスコグラフィー

### シングル
- 月曜日はシックシック(SICK SICK) 1982年6月1日発売

（作詞：高平哲郎／作曲：筒美京平／編曲：船山基紀）
　　c/w　「ふつつか宵ですか」
（作詞：高平哲郎／作曲：筒美京平／編曲：船山基紀）
- デンジャラス・ゾーン(立入禁止) 1982年9月1日発売

（作詞：高平哲郎／作曲：筒美京平／編曲：船山基紀）
　　c/w　「イエロー・サブウェイ」
（作詞：高平哲郎／作曲：筒美京平／編曲：船山基紀）

### アルバム
- ワンダフル天使(チャコ) 1982年7月21日発売

## 映画
- 夏の秘密（1982年、松竹）・三池チャコ 役

## テレビ番組
- 先生は一年生（1981年 - 1982年、NTV）
- あっけらかん（1982年、NTV）

## その他のテレビ出演
- 若奥さまは腕まくり! 第5話（1988年、TBS） - 番組アシスタント 役
- おはようスタジオ（テレビ東京）
- ピンキーパンチ大逆転（TBS）
- ヤングおー!おー!（毎日放送）
- 若原瞳のラブリー10（テレビ朝日）
- アイドルパンチ（テレビ朝日）等